# Trzy stele Seta
Trzy stele Seta – gnostycki utwór z Nag Hammadi (NHC VII,5). Pismo to ma pochodzenia setiańskie, zawiera treści platońskie i neoplatońskie, brak elementów chrześcijańskich. Ma formę apokalipsy i zawiera trzy hymny adresowane do postaci gnostyckiego świata.